# Mate Zorić
Mate Zorić (Šibenik, 6. travnja 1927. – Zagreb, 18. listopada 2016.) bio je hrvatski talijanist, komparatist, kroatist, književni povjesničar, prevoditelj, leksikograf i professor emeritus Sveučilišta u Zagrebu, 
Tonko Maroević nazvao ga je "autorom najširega problemskog raspona" u hrvatskoj talijanistici i "neusporedivim znalcem talijanske književnosti".

## Životopis
Nakon završene gimnazije u Šibeniku odlazi na studije u Zagreb gdje studira medicinu, talijanistiku, kroatistiku i južnu slavistiku. Godine 1953. diplomira na zagrebačkom Filozofskom fakultetu talijansku filologiju i južnoslavenske filologije. Godine 1954. izabran je za asistenta na Katedri za talijansku književnost Filozofskog fakulteta, 1960. postaje docent, 1966. izvanredni profesor, a 1972. redoviti profesor talijanske književnosti. Doktorirao je 1960. godine na Sveučilištu u Zagrebu s tezom "Marko Kažotić i romantička književnost u Dalmaciji na talijanskom jeziku". Od 1955. do 1958. boravio je u Italiji, najprije u Perugi na Sveučilištu za strance, zatim je u akademskim godinama 1956./1957. i 1957./1958. radio kao lektor hrvatskog jezika na Filozofskom fakultetu i na Školi političkih znanosti u Firenci, a predavao je i na sveučilištima u Milanu, Veneciji i Veroni. Predstojnik Katedre za talijansku književnost bio je od 1961. do umirovljenja 1997. godine. Dekan Filozofskog fakulteta u Zagrebu bio je od 1980. do 1984. godine. Godine 1997. dodijeljeno mu je počasno zvanje i titula professor emeritus Sveučilišta u Zagrebu.
U Hrvatskoj je najzaslužniji za proučavanje opusa Nikole Tommasea. Jedan je od utemeljitelja časopisa Književna smotra, desetljećima je uređivao znanstveni godišnjak Studia Romanica et Anglica Zagrabiensia. Objavio je više od 300 znanstvenih i stručnih radova u zbornicima, časopisima i publikacijama na hrvatskom i talijanskom jeziku, a od toga je 150 izvornih znanstvenih rasprava posvetio opusima sljedećih talijanskih pisaca: Dantea, Boiarda, Ariosta, Poliziana, Macchiavellija, Tassa, baroknih romanopisaca, Casanove, Metastasija, Foscola, Manzonija, Tommasea, Carduccija, Verge, Pascolija, D’Annunzija, Ungarettija, Sabe i hrvatskih autora (M. Kažotić, A. Tresić Pavičić, A. Vidović i dr.), a istraživao je i sudjelovanje Hrvata u talijanskoj književnosti XVIII. stoljeća. Njegova znanstvena otkrića o pojedinim talijanskim piscima (Foscolo, Tommaseo, D’Annunzio) citirana su u povijestima talijanske književnosti i edicijama njihovih sabranih djela.
Njegova su istraživanja tiskana u Italiji kao opsežne knjige kod izdavača Italia e Slavia (Antenore, Padova 1989.) i Dalle due sponde (Il calamo, Rim 1999.), a u Hrvatskoj sveučilišni udžbenik Classici e moderni della letteratura italiana (s Franom Čalom, 1964., 1973., 1986., 1991.) i Književni dodiri hrvatsko-talijanski (Književni krug, Split 1992.). Uredio je osam svezaka zbornika Hrvatsko-talijanski književni odnosi (1989–2002).
Bio je urednik i redaktor hrvatskih izdanja talijanskih klasika (Dante, Petrarca, Boccaccio, Bruno, Vico) i modernih autora.
Preveo je na hrvatski djela Giovannija Boccaccia, Giordana Bruna i Massima Cacciarija, Sabina Aquavive i Enza Pacea (s Dubravkom Zorić).

## Priznanja i odličja[1]
Za svoj rad dobio je niz priznanja i nagrada, među kojima se izdvajaju: 
- 1974. Zlatna medalja Regione di Campania  (za studije o Manzoniju);

- 1978. Srebrna medalja za članstvo u Međunarodnom odboru prigodom proslave 200. obljetnice Uga Foscola;

- 1979. Zlatna medalja grada Firence za izdanje sveukupnih Danteovih djela u hrvatskom prijevodu (zajedno s Franom Čalom);

- 1981. Medalja Certalda za hrvatsko izdanje djela G. Boccaccia, (također s Franom Čalom);

- Diploma Talijanskog instituta u Zagrebu.

- Od predsjednika Republike Italije primio je odličje reda Cavaliere nell’Ordine al Merito della Repubblica Italiana.

- Godine 1997. njegov mu je matični Odsjek za talijanistiku odao počast znanstvenim skupom pod naslovom "Talijanističke i komparatističke studije u čast Mati Zoriću".[4] Iste je godine Senat Zagrebačkoga sveučilišta, na prijedlog Filozofskog fakulteta, donio odluku da se Zoriću dodijeli počasno zvanje professor emeritus zbog posebnih zasluga za napredak i razvitak Sveučilišta te za međunarodno priznatu nastavnu i znanstvenu izvrsnost u polju filologije.[4]

## Djela[2]
- Classici e moderni della letteratura italiana (s F. Čalom), Zagreb, 1964.;

- Marko Kažotić (1804. – 1842.), Zagreb, 1965.;

- Romantički pisci u Dalmaciji na talijanskom jeziku, Zagreb, 1971.;

- Italia e Slavia. Contributi sulle relazioni letterarie italo-jugoslave dall’Ariosto al D’Annunzio, Padova, 1989.;

- Književni dodiri hrvatsko-talijanski, Split, 1992.;

- Dalle due sponde, Rim, 1999.;

- Sjenovita dionica hrvatske književnosti, Hrvatska sveučilisna naklada, Zagreb, 2014.